# Каховская городская община
Каховская городская община (укр. Каховська міська громада) — территориальная община в Каховском районе Херсонской области Украины.
Создана в ходе административно-территориальной реформы в 2020 году.
С марта 2022 года община находится под российской оккупацией в ходе вторжения России в Украину.
Площадь общины — 195,4 км², население — 43 063 человек (2022).
Своё название община получила от названия административного центра, где размещены органы власти — города Каховка.

## Населённые пункты
В состав общины входят 6 населённый пунктов: город Каховка и 4 села:
- Коробки
- Малокаховка
- Раздольное
- Черноморовка